# Бог никогда не умрёт
Бог никогда не умрёт (исп. «Dios Nunca Muere») — музыкальное произведение в умеренно-быстром темпе и особом музыкальном размере (вальс), одном из наиболее популярных бытовых музыкальных жанров, получивших широкое распространение в профессиональной музыке Европы. Написан мексиканским композитором и музыкантом-скрипачом Маседонио Алькалой (исп. Macedonio Alcalá Prieto, 1831—1869) в 1868 году. Это произведение является фактическим гимном мексиканского штата Оахака. «Dios Nunca Muere» исполняли такие известные певцы, как Педро Инфанте и Хавьер Солис.
Как и «Песня миштеков», это произведение отражает боль жителей Оахаки, вынужденных мигрировать в другие земли в поисках лучшей жизни.
Существуют две версии создания этого вальса. Первая гласит, что он был написан, когда Маседонио Алькала и его жена находились в тяжёлом экономическом положении, а композитор был на грани смерти. Тогда его друг Роберто Макео, видя их бедственное положение, незаметно оставил ему 12 песо серебром. По другой версии несколько индейцев из соседней деревни пришли к композитору, чтобы попросить исполнить вальс для покровителя своего народа, и заплатили 12 песо серебром. Говорят, что, получив деньги, Алькала сел на постели и написал на стене первые такты вальса, которые позже перенёс на бумагу. Название этому вальсу, «Dios Nunca Muere», он дал в благодарность за помощь, оказанную ему в трудную минуту.
Этой композиции приписывают несколько текстов, самый известный из которых был написан почти сто лет спустя сочинения музыки, в 1955 году, Висенте Гарридо Кальдероном для Педро Инфанте. Другим известным исполнителем этого варианта был Хавьер Солис, исполнивший его в двух вариантах: один с симфоническим оркестром (была записана в 1959 году), другой с Mariachi Nacional Аркадио Элиаса (записана в 1963 году).